# 한국프로농구 2011-12
2011-2012 KB국민카드 프로농구는 대한민국 프로농구의 11-12시즌이며 16번째 프로농구 시즌이다. 총 10개 구단이 참여하며 2011년 10월 13일에 개막 하게 되며 팀당 54경기(라운드 로빈방식, 홈 27경기, 원정 27경기)를 치른다.

## 시즌 화제
- 오리온스가 경기도 고양시로 연고 이전을 해서 고양 오리온스가 되었다. 하지만 대구광역시와 아무런 협약도 없이 연고 이전을 한 것에 대해 대구 시민들은 오리온제품 불매운동을 하면서 거센 비난을 하였다.
- 제 7대 총재로 한선교 한나라당 국회의원이 취임하였다.
- 외국인선수 제도가 자유계약제로 변경되었고 구단 당 외국인 1명을 보유 할 수 있다.
- 안양 한국인삼공사가 안양 KGC인삼공사로 이름을 바꿨다.
- 서울 삼성 썬더스는 푸에르토리코 출신의 피터 존 라모스를 영입했다. 그의 키는 222cm로써 하승진(221cm)보다 1cm가 더 크다. 이로써 라모스는 KBL 역대 최장신 용병이자 3년 만에 최장신 기록을 경신하였다.
- 혼혈형제 문태종 (인천 전자랜드 엘리펀츠)과 문태영 (창원 LG 세이커스)가 대한민국 국적을 취득하였다. 이로써 귀화혼혈선수 전원 대한민국 국적으로 선수생활을 하게 되었다.
- 서울 삼성의 이원수가 이시준으로 개명하였다.
- KB국민카드가 이번 시즌 메인스폰서가 되면서 원년인 1997 시즌, 1997-1998 시즌에 휠라코리아가 맡은 이후로 14년 만에 리그에 소속된 모기업이 아닌 다른 기업이 스폰서를 맡았다.
- 종전 MBC 스포츠+와 SBS ESPN을 통해 프로농구를 중계했으나 올시즌부터는 KBS N 스포츠를 통해서도 프로농구중계가 이루어진다.
- 김승현이 12월 2일 서울 삼성 썬더스로 트레이드되었다. 하지만 그 전 날, LG 세이커스의 김현중과 트레이드 하려고 마감도장까지 찍었으나 자신이 원하는 팀이 아니라고 하면서 삼성으로 가게 되었다. 이로 인해 LG 팬들은 비난이 끊이지 않고 있다.
- SK의 김선형이 1월 1일 서울 삼성과의 경기에서 23m 거리의 버저비터를 기록하였다. 이는 2001년 2월 27일 조동현의 25m에 이은 최장거리 버저비터 2위이다.
- 1월 11일 원주 동부 프로미와 안양 KGC인삼공사의 경기에서 52:41로 동부가 이겼다. 이는 한 경기 한 팀 최소 득점이자 양 팀 합산 최소 득점 (93점)이다.
- 2월 14일 원주 동부 프로미가 부산 kt 소닉붐과의 경기에서 우승을 확정지었다. 이는 최소경기(47경기), 최단 기간(123일) 정규리그 우승이다.
- 2월 18일 원주 동부 프로미가 전주 KCC 이지스과와 경기에서 16연승을 했다. 이는 당시 최다 연승이다.
- 3월 1일 원주 동부 프로미가 남은 경기와 상관없이 시즌 전체 8할 승률과 원정 경기 8할 승률을 확정지었다. 이는 프로농구 역대 최고 승률이다.
- 4월 6일 안양 KGC인삼공사가 챔피언 결정전에서 원주 동부 프로미를 4승 2패로 꺾고, 창단 첫 우승하였다.

## 선수 이적

### 자유 계약
- 석명준 : 대구 오리온스 → 원주 동부 프로미
- 이승현: 울산 모비스 피버스 → 고양 오리온스
- 서동용 : 서울 삼성 썬더스 → 울산 모비스 피버스

### 트레이드

#### 시즌 전
- 창원 LG 세이커스 (강대협, 이현민) ↔ 인천 전자랜드 엘리펀츠 (서장훈)
- 창원 LG 세이커스 (이현준, 한정원) ↔ 서울 SK 나이츠 (백인선, 이민재)
- 창원 LG 세이커스 (조상현) ↔ 고양 오리온스 (오용준)
- 인천 전자랜드 엘리펀츠 (이병석, 김태형) ↔ 서울 삼성 썬더스 (강혁)

#### 시즌 중
- 서울 삼성 썬더스 (김동욱) ↔ 고양 오리온스(김승현)

### 영입
- 박성훈 : 안양 KGC인삼공사 → 서울 삼성 썬더스

## 정규시즌
| 순위 | 팀                    | 경기수 | 승 | 패 | 승률 | 승차 | 비고                        | 포스트 시즌    |
| ---- | --------------------- | ------ | -- | -- | ---- | ---- | --------------------------- | -------------- |
| 1    | 원주 동부 프로미      | 54     | 44 | 10 | .815 | -    | 역대 시즌 최고승률, 최다승  | 4강 플레이오프 |
| 2    | 안양 KGC 인삼공사 (C) | 54     | 36 | 18 | .667 | 8.0  |                             | 4강 플레이오프 |
| 3    | kt                    | 54     | 31 | 23 | .574 | 13.0 | 상대 전적 4승 2패로 KT 우세 | 6강 플레이오프 |
| 4    | KCC                   | 54     | 31 | 23 | .574 | 13.0 | 상대 전적 4승 2패로 KT 우세 | 6강 플레이오프 |
| 5    | 모비스                | 54     | 29 | 25 | .537 | 15.0 |                             | 6강 플레이오프 |
| 6    | 전자랜드              | 54     | 26 | 28 | .481 | 18.0 |                             | 6강 플레이오프 |
| 7    | LG                    | 54     | 21 | 33 | .389 | 23.0 |                             | 진출실패       |
| 8    | 오리온스              | 54     | 20 | 34 | .370 | 24.0 |                             | 진출실패       |
| 9    | SK                    | 54     | 19 | 35 | .352 | 25.0 |                             | 진출실패       |
| 10   | 삼성                  | 54     | 13 | 41 | .241 | 31.0 |                             | 진출실패       |

### 통계
| 부문          | 선수            | 기록    |
| ------------- | --------------- | ------- |
| 득점          | 애런 헤인즈     | 27.56점 |
| 어시스트      | 크리스 윌리엄스 | 6.02개  |
| 리바운드      | 알렉산더 존슨   | 14.38개 |
| 3점슛         | 김효범          | 2.10개  |
| 스틸          | 크리스 윌리엄스 | 2.63개  |
| 블록          | 찰스 로드       | 2.58개  |
| 야투 성공률   | 찰스 로드       | 63.51%  |
| 3점슛 성공률  | 김태술          | 47.2%   |
| 자유투 성공률 | 조성민          | 92.25%  |

## 6강 플레이오프
| 홈팀(정규시즌 순위)   | 원정팀(정규시즌 순위)       | 결과               | 비고           |
| --------------------- | --------------------------- | ------------------ | -------------- |
| 전주 KCC 이지스(4위)  | 울산 모비스 피버스(5위)     | 0:3 모비스 승      | 6강 플레이오프 |
| 부산 kt 소닉붐(3위)   | 인천 전자랜드 엘리펀츠(6위) | 3:2 KT 승          | 6강 플레이오프 |
| 원주 동부 프로미(1위) | 울산 모비스 피버스(5위)     | 3:1 동부 승        | 4강 플레이오프 |
| 안양 KGC인삼공사(2위) | 부산 kt 소닉붐(3위)         | 3:1 KGC인삼공사 승 | 4강 플레이오프 |
| 원주 동부 프로미(1위) | 안양 KGC인삼공사(2위)       | 2:4 KGC인삼공사 승 | 챔피언결정전   |

| KBL                                                     | KBL                                                    | KBL                                                     |
| ------------------------------------------------------- | ------------------------------------------------------ | ------------------------------------------------------- |
| 이전 대회                                               | 2011-2012 KB국민카드 프로 농구 (2011.10.13 ~ 2012.4.6) | 다음 대회                                               |
| 2010-2011 현대모비스 프로 농구 (2010.10.15 ~ 2011.4.26) | 2011-2012 KB국민카드 프로 농구 (2011.10.13 ~ 2012.4.6) | 2012-2013 KB국민카드 프로 농구 (2012.10.13 ~ 2013.4.17) |